# Campo di concentramento di Sankt Aegyd
Il campo di concentramento di Sankt Aegyd, situato a Sankt Aegyd am Neuwalde (comune della Bassa Austria nel distretto di Lilienfeld) durante la seconda guerra mondiale fu un sottocampo dipendente dal lager di Mauthausen.
Il campo fu aperto il 2 novembre 1944 e vi furono rinchiusi fino ad un massimo di 303 prigionieri (maschi). Il campo funzionava da laboratorio tecnico per i motori dei veicoli delle Waffen-SS. I detenuti venivano impiegati nella produzione di questi motori, oltre che nella manutenzione del campo.
Il campo venne chiuso il 1º aprile 1945 con l'arrivo delle truppe alleate. È conosciuto per aver detenuto anche prigionieri italiani, tra cui Piero Caleffi, il quale raccontò le esperienze vissute a Sankt Aegyd nel libro Si fa presto a dire fame e Vincenzo Pappalettera che ne raccontò altresì le esperienze in Tu passerai per il camino.